# Llista de topònims de Sant Andreu Salou
Llista de topònims (noms propis de lloc) del municipi de Sant Andreu Salou, al Gironès
Informació actualitzada per un bot. Els canvis manuals es perdran quan s'actualitzi!

## entitat singular de població
| imatge | Nom               | Ubicat a          | instància de                                                                   | Detalls | coordenades                                                         | Protecció | Commons (més fotos) | Dades a WD                    |
| ------ | ----------------- | ----------------- | ------------------------------------------------------------------------------ | ------- | ------------------------------------------------------------------- | --------- | ------------------- | ----------------------------- |
|        | Sant Andreu Salou | Sant Andreu Salou | entitat singular de població ens local històric de Catalunya capital municipal | 17 hab  | 41° 52′ 25″ N, 2° 49′ 33″ E / 41.87351°N,2.825759°E 131 msnm        |           |                     | Modifica les dades a Wikidata |
|        | Veïnat de Dalt    | Sant Andreu Salou | entitat singular de població                                                   | 67 hab  | 41° 52′ 06″ N, 2° 49′ 36″ E / 41.86825°N,2.8267777777778°E 135 msnm |           |                     | Modifica les dades a Wikidata |
|        | el Veïnat de Baix | Sant Andreu Salou | entitat singular de població                                                   | 34 hab  | 41° 52′ 40″ N, 2° 49′ 23″ E / 41.87768593°N,2.82317385°E 106 msnm   |           |                     | Modifica les dades a Wikidata |
|        | les Bosques       | Sant Andreu Salou | entitat singular de població                                                   | 55 hab  | 41° 51′ 19″ N, 2° 49′ 20″ E / 41.855196°N,2.822127°E 117 msnm       |           |                     | Modifica les dades a Wikidata |

## granja
| imatge | Nom                | Ubicat a          | instància de | Detalls | coordenades                                                         | Protecció | Commons (més fotos) | Dades a WD                    |
| ------ | ------------------ | ----------------- | ------------ | ------- | ------------------------------------------------------------------- | --------- | ------------------- | ----------------------------- |
|        | Granges Revell     | Sant Andreu Salou | granja       |         | 41° 52′ 10″ N, 2° 49′ 39″ E / 41.8695764948128°N,2.82750213330279°E |           |                     | Modifica les dades a Wikidata |
|        | Granges d'en Vilar | Sant Andreu Salou | granja       |         | 41° 51′ 33″ N, 2° 49′ 37″ E / 41.8590554537288°N,2.82683161656919°E |           |                     | Modifica les dades a Wikidata |

## masia
| imatge | Nom               | Ubicat a          | instància de | Detalls | coordenades                                                                  | Protecció | Commons (més fotos) | Dades a WD                    |
| ------ | ----------------- | ----------------- | ------------ | ------- | ---------------------------------------------------------------------------- | --------- | ------------------- | ----------------------------- |
|        | Ca l'Ànima        | Sant Andreu Salou | masia        |         | 41° 51′ 22″ N, 2° 49′ 22″ E / 41.8562121587003°N,2.82281537678978°E          |           |                     | Modifica les dades a Wikidata |
|        | Cal Borni         | Sant Andreu Salou | masia        |         | 41° 52′ 01″ N, 2° 49′ 31″ E / 41.8670421315074°N,2.82523155898921°E          |           |                     | Modifica les dades a Wikidata |
|        | Cal Carreter      | Sant Andreu Salou | masia        |         | 41° 52′ 22″ N, 2° 49′ 33″ E / 41.8728885164218°N,2.8258422736509°E           |           |                     | Modifica les dades a Wikidata |
|        | Cal Fuster        | Sant Andreu Salou | masia        |         | 41° 51′ 46″ N, 2° 49′ 34″ E / 41.8626482933791°N,2.82623152950168°E          |           |                     | Modifica les dades a Wikidata |
|        | Cal Ganso         | Sant Andreu Salou | masia        |         | 41° 51′ 45″ N, 2° 49′ 37″ E / 41.8623702816369°N,2.8270275024035°E           |           |                     | Modifica les dades a Wikidata |
|        | Cal Senador       | Sant Andreu Salou | masia        |         | 41° 52′ 22″ N, 2° 49′ 29″ E / 41.8728598829441°N,2.82478188446787°E          |           |                     | Modifica les dades a Wikidata |
|        | Can Badia         | Sant Andreu Salou | masia        |         | 41° 51′ 19″ N, 2° 49′ 06″ E / 41.8551692363288°N,2.81825227609066°E 109 msnm |           |                     | Modifica les dades a Wikidata |
|        | Can Batlle        | Sant Andreu Salou | masia        |         | 41° 52′ 21″ N, 2° 49′ 30″ E / 41.8724727548398°N,2.82489139792951°E          |           |                     | Modifica les dades a Wikidata |
|        | Can Bebo          | Sant Andreu Salou | masia        |         | 41° 51′ 44″ N, 2° 49′ 42″ E / 41.8621380740826°N,2.82834144165963°E          |           |                     | Modifica les dades a Wikidata |
|        | Can Bellera       | Sant Andreu Salou | masia        |         | 41° 51′ 58″ N, 2° 49′ 36″ E / 41.8660627411382°N,2.82678860974008°E          |           |                     | Modifica les dades a Wikidata |
|        | Can Boada         | Sant Andreu Salou | masia        |         | 41° 51′ 19″ N, 2° 49′ 15″ E / 41.8552181897184°N,2.82074595917004°E          |           |                     | Modifica les dades a Wikidata |
|        | Can Bota          | Sant Andreu Salou | masia        |         | 41° 52′ 24″ N, 2° 49′ 53″ E / 41.8734101955537°N,2.83139630577818°E          |           |                     | Modifica les dades a Wikidata |
|        | Can Cabra         | Sant Andreu Salou | masia        |         | 41° 51′ 28″ N, 2° 49′ 19″ E / 41.8576698334585°N,2.82188366435525°E          |           |                     | Modifica les dades a Wikidata |
|        | Can Canyet        | Sant Andreu Salou | masia        |         | 41° 51′ 17″ N, 2° 49′ 31″ E / 41.8548468821705°N,2.82527681017781°E          |           |                     | Modifica les dades a Wikidata |
|        | Can Català        | Sant Andreu Salou | masia        |         | 41° 51′ 58″ N, 2° 50′ 01″ E / 41.8661180328387°N,2.833728969364°E            |           |                     | Modifica les dades a Wikidata |
|        | Can Conill        | Sant Andreu Salou | masia        |         | 41° 52′ 04″ N, 2° 49′ 37″ E / 41.8676751283025°N,2.82689270553524°E          |           |                     | Modifica les dades a Wikidata |
|        | Can Dansa         | Sant Andreu Salou | masia        |         | 41° 52′ 34″ N, 2° 49′ 03″ E / 41.876064154557°N,2.8176025722121°E            |           |                     | Modifica les dades a Wikidata |
|        | Can Déu           | Sant Andreu Salou | masia        |         | 41° 52′ 21″ N, 2° 49′ 53″ E / 41.8725725074158°N,2.83136235509519°E          |           |                     | Modifica les dades a Wikidata |
|        | Can Faixes        | Sant Andreu Salou | masia        |         | 41° 51′ 28″ N, 2° 49′ 26″ E / 41.8577180256879°N,2.82393167653979°E          |           |                     | Modifica les dades a Wikidata |
|        | Can Gelabert      | Sant Andreu Salou | masia        |         | 41° 51′ 42″ N, 2° 49′ 01″ E / 41.8617331405017°N,2.81692038480769°E          |           |                     | Modifica les dades a Wikidata |
|        | Can Gelats        | Sant Andreu Salou | masia        |         | 41° 51′ 55″ N, 2° 49′ 50″ E / 41.86522222°N,2.83053611°E                     |           |                     | Modifica les dades a Wikidata |
|        | Can Grau          | Sant Andreu Salou | masia        |         | 41° 51′ 29″ N, 2° 49′ 34″ E / 41.8579554165065°N,2.82603941871728°E          |           |                     | Modifica les dades a Wikidata |
|        | Can Magre         | Sant Andreu Salou | masia        |         | 41° 52′ 18″ N, 2° 49′ 52″ E / 41.8716265955564°N,2.83123228554364°E          |           |                     | Modifica les dades a Wikidata |
|        | Can Mallo         | Sant Andreu Salou | masia        |         | 41° 51′ 50″ N, 2° 49′ 26″ E / 41.8637617105882°N,2.82397534212906°E 131 msnm |           |                     | Modifica les dades a Wikidata |
|        | Can Malloll       | Sant Andreu Salou | masia        |         | 41° 52′ 31″ N, 2° 49′ 24″ E / 41.8753796151333°N,2.82335295683658°E 116 msnm |           |                     | Modifica les dades a Wikidata |
|        | Can Marregues     | Sant Andreu Salou | masia        |         | 41° 52′ 00″ N, 2° 50′ 00″ E / 41.8665948190111°N,2.83333009770329°E          |           |                     | Modifica les dades a Wikidata |
|        | Can Masnou        | Sant Andreu Salou | masia        |         | 41° 51′ 18″ N, 2° 49′ 13″ E / 41.854884239664°N,2.8203011383912°E            |           |                     | Modifica les dades a Wikidata |
|        | Can Mercader      | Sant Andreu Salou | masia        |         | 41° 52′ 17″ N, 2° 49′ 11″ E / 41.8713840696512°N,2.81980906545231°E          |           |                     | Modifica les dades a Wikidata |
|        | Can Miquel Batlle | Sant Andreu Salou | masia        |         | 41° 51′ 50″ N, 2° 49′ 20″ E / 41.863804184361°N,2.82231245540627°E           |           |                     | Modifica les dades a Wikidata |
|        | Can Morell        | Sant Andreu Salou | masia        |         | 41° 52′ 50″ N, 2° 49′ 19″ E / 41.880576°N,2.822001°E 112 msnm                |           |                     | Modifica les dades a Wikidata |
|        | Can Patxac        | Sant Andreu Salou | masia        |         | 41° 52′ 28″ N, 2° 49′ 31″ E / 41.8744459101421°N,2.82531985032355°E          |           |                     | Modifica les dades a Wikidata |
|        | Can Pere Quim     | Sant Andreu Salou | masia        |         | 41° 51′ 44″ N, 2° 49′ 13″ E / 41.8622160196285°N,2.82041314809613°E          |           |                     | Modifica les dades a Wikidata |
|        | Can Ponet         | Sant Andreu Salou | masia        |         | 41° 51′ 15″ N, 2° 49′ 21″ E / 41.8540859088948°N,2.82241163918845°E          |           |                     | Modifica les dades a Wikidata |
|        | Can Postaler      | Sant Andreu Salou | masia        |         | 41° 52′ 28″ N, 2° 49′ 57″ E / 41.8743754428912°N,2.83243015891248°E          |           |                     | Modifica les dades a Wikidata |
|        | Can Punxó         | Sant Andreu Salou | masia        |         | 41° 52′ 12″ N, 2° 50′ 00″ E / 41.8701256563709°N,2.83342937852871°E          |           |                     | Modifica les dades a Wikidata |
|        | Can Rabassedes    | Sant Andreu Salou | masia        |         | 41° 52′ 46″ N, 2° 49′ 20″ E / 41.8793319719047°N,2.82228149859372°E          |           |                     | Modifica les dades a Wikidata |
|        | Can Ralet         | Sant Andreu Salou | masia        |         | 41° 51′ 46″ N, 2° 49′ 41″ E / 41.8627861342672°N,2.82805053547595°E          |           |                     | Modifica les dades a Wikidata |
|        | Can Ramionet      | Sant Andreu Salou | masia        |         | 41° 52′ 04″ N, 2° 49′ 00″ E / 41.86789583°N,2.81662778°E                     |           |                     | Modifica les dades a Wikidata |
|        | Can Raset         | Sant Andreu Salou | masia        |         | 41° 52′ 02″ N, 2° 49′ 32″ E / 41.8673486571072°N,2.82542351975646°E          |           |                     | Modifica les dades a Wikidata |
|        | Can Rossinyol     | Sant Andreu Salou | masia        |         | 41° 52′ 35″ N, 2° 49′ 42″ E / 41.8763421019385°N,2.82847215763081°E          |           |                     | Modifica les dades a Wikidata |
|        | Can Rossinyol     | Sant Andreu Salou | masia        |         | 41° 53′ 01″ N, 2° 49′ 42″ E / 41.883736697985°N,2.82845238148196°E           |           |                     | Modifica les dades a Wikidata |
|        | Can Rusques       | Sant Andreu Salou | masia        |         | 41° 51′ 21″ N, 2° 49′ 12″ E / 41.8559377394722°N,2.82010542807037°E          |           |                     | Modifica les dades a Wikidata |
|        | Can Sastre        | Sant Andreu Salou | masia        |         | 41° 51′ 54″ N, 2° 49′ 39″ E / 41.8650550451909°N,2.82750223800325°E          |           |                     | Modifica les dades a Wikidata |
|        | Can Seguer        | Sant Andreu Salou | masia        |         | 41° 52′ 24″ N, 2° 49′ 30″ E / 41.8733914877986°N,2.82491299204673°E          |           |                     | Modifica les dades a Wikidata |
|        | Can Vilar         | Sant Andreu Salou | masia        |         | 41° 51′ 27″ N, 2° 49′ 41″ E / 41.857551°N,2.82809°E 135 msnm                 |           |                     | Modifica les dades a Wikidata |
|        | Mas Calçada       | Sant Andreu Salou | masia        |         | 41° 52′ 04″ N, 2° 49′ 41″ E / 41.8676408386751°N,2.82804957694839°E          |           |                     | Modifica les dades a Wikidata |
|        | Mas Garriga       | Sant Andreu Salou | masia        |         | 41° 52′ 48″ N, 2° 49′ 28″ E / 41.8799476612419°N,2.82437685664527°E          |           |                     | Modifica les dades a Wikidata |
|        | Mas Llop          | Sant Andreu Salou | masia        |         | 41° 51′ 23″ N, 2° 49′ 10″ E / 41.8563509011394°N,2.81936936297151°E          |           |                     | Modifica les dades a Wikidata |
|        | Mas Revell        | Sant Andreu Salou | masia        |         | 41° 52′ 05″ N, 2° 49′ 26″ E / 41.868°N,2.82397°E                             |           |                     | Modifica les dades a Wikidata |

## Misc
| imatge | Nom                                      | Ubicat a          | instància de      | Detalls                     | coordenades                                             | Protecció                                  | Commons (més fotos)           | Dades a WD                    |
| ------ | ---------------------------------------- | ----------------- | ----------------- | --------------------------- | ------------------------------------------------------- | ------------------------------------------ | ----------------------------- | ----------------------------- |
|        | Pou de gel Can Bota                      | Sant Andreu Salou | pou de neu        | Estil: arquitectura popular |                                                         | bé integrant del patrimoni cultural català |                               | Modifica les dades a Wikidata |
|        | Veïnat de Baix                           | Sant Andreu Salou | nucli de població |                             | 41° 52′ 41″ N, 2° 49′ 23″ E / 41.878166666667°N,2.823°E |                                            |                               | Modifica les dades a Wikidata |
|        | casa consistorial de Sant Andreu Salou   | Sant Andreu Salou | casa consistorial |                             | 41° 52′ 25″ N, 2° 49′ 33″ E / 41.8735302°N,2.8257059°E  |                                            |                               | Modifica les dades a Wikidata |
|        | església parroquial de Sant Andreu Salou | Sant Andreu Salou | església          |                             | 41° 52′ 26″ N, 2° 49′ 31″ E / 41.8739°N,2.82535°E       | bé integrant del patrimoni cultural català | Església de Sant Andreu Salou | Modifica les dades a Wikidata |